# Kanton Vierzon-1
Kanton Vierzon-1 (francouzsky Canton de Vierzon-1) je francouzský kanton v departementu Cher v regionu Centre-Val de Loire. Tvoří ho pouze část města Vierzon.